# 仲川希良
仲川 希良（なかがわ きら、1984年7月4日 - ）は、日本のファッションモデル。

## 人物・来歴
埼玉県出身。多摩美術大学グラフィックデザイン学科卒業。
母親が日本人、父親がフランス人。
特技はジャンベ。
2017年に結婚した。

## 出演

### CM
- パルコ（2006年）
- スズキ ラパン（2006年）
- 三菱電機 FOMA D903iTV （2007年）
- コカ・コーラ「ミニッツメイド ファイバーイン」（2007年）
- イオン Yukata Magic（2007年、2008年）
- ミニッツメイド「ファイバーイン」（2008年）
- マクドナルド（2008年）
- コカ・コーラ「アクエリアス アクエリアスビタミン」（2013年）
- 味の素「パルスイート ビオリゴ」（2014年）

### 広告
- 千葉ステーションビル「ペリエ」
- 川崎アゼリア
- 日本Subway
- チチカカ

### 雑誌
- CUTiE
- FRaU
- ゼクシィ
- MAQUIA
- ランドネ

### テレビ
- にっぽんトレッキング100（NHK BSプレミアム）
- 日本の名峰 絶景探訪 富士仰ぐ峠をゆく 大菩薩嶺 山梨
- BENTO EXPO（NHK World Japan https://www3.nhk.or.jp/nhkworld/en/tv/bento/, NHK綜合 https://www.nhk.jp/p/bentoexpo/ts/G79JYR2KP1/）
- テントを背負って　2022　賢治のイーハトーブを歩く（NHK BSプレミアム）[2]

### ミュージックビデオ
- レキシ「きらきら武士 feat. Deyonná」（2011年）

### ポッドキャスト
- モンベル「モンベル・アウトワード・コラム」